# Leptogaster turkmenica
Leptogaster turkmenica là một loài ruồi trong họ Asilidae. Leptogaster turkmenica được Paramonov miêu tả năm 1930. Loài này phân bố ở vùng Cổ Bắc giới.